# Tymczasowy obiekt budowlany
Tymczasowy obiekt budowlany – obiekt budowlany przeznaczony do czasowego użytkowania w okresie krótszym od jego trwałości technicznej, przewidziany do przeniesienia w inne miejsce lub rozbiórki, a także obiekt budowlany niepołączony trwale z gruntem, jak: strzelnice, kioski uliczne, pawilony sprzedaży ulicznej i wystawowe, przekrycia namiotowe i powłoki pneumatyczne, urządzenia rozrywkowe, barakowozy, obiekty kontenerowe.